# Roberto Juarroz
Roberto Juarroz (Coronel Dorrego, Buenos Aires, 9 de marco
e 1925 - Temperley, Buenos Aires, 31 de março de 1995) foi um poeta, bibliotecário, crítico e ensaísta argentino.

## Biografia
Formado pela Facultad de Filosofía y Letras y en Ciencias de la información pela Universidade de Buenos Aires e docente da mesma, fez depois estudos na Sorbonne, onde alcançou mais tarde o título de professor titular.
Foir professor na Universidade de Buenos Aires, dirigindo o departamento de bibliotecologia e documentação entre 1971 e 1984. Na mesma intituição de ensino, exerceu a docência durante trinta anos.
Trabalhou como bibliotecólogo para a Unesco e a OEA em diversos países, e entre 1958 e 1965 dirigiu vinte números da revista Poesía = Poesía junto com Mario Morales.
Calaborou com várias publicações argentinas e estrangeiras e foi crítico bibliográfico do diário La Gaceta de Tucumán (1958-63), crítico cinematográfico da revista Esto es (Buenos Aires, 1956-58) e tradutor de inúmeros livros de poesia estrangeira, em especial de Antonin Artaud.
Desde junho de 1984 foi membro numerário da Academia Argentina de Letras.
Recebeu vários prémios, o Gran premio de honor de poesía da Fundación Argentina de Buenos Aires, o Esteban Echeverría de 1984, o "Jean Malrieu" de Marsella em maio de 1992, o prémio da "Bienal Internacional de Poesía", en Liege, na Bélgica, em setembro de 1992 e o Premio Konex - Dioloma de Mérito 1994 na vertente de poesia: Quinquenio 1984 - 1988.

## Obra
Exceto a sua coleção realista “Seis poemas sueltos” (1960), a sua obra agrupa-se numa série de volumes numerados do um ao catorze, sob o título “Poesia vertical”. O primeiro volume apareceu em 1958 e o último já postumamente em 1997. Um 15º  volume foi ainda editado pela sua esposa, a poetisa e crítica Laura Cerrato.
A sua poesia tem sido estudada e traduzida numa grande quantidade de línguas.
Em Portugal, "Poesia vertical" foi traduzida e publicada em 1998 pela Campo das Letras. 